# Gouvernement Terek
Het gouvernement Terek  (Russisch: Терская губерния) was een goebernija van de Russische Socialistische Federatieve Sovjetrepubliek, die bestond van 1921 tot 1924. Aanvankelijk was het administratieve centrum van de provincie de stad Georgiejevsk, vanaf september 1921 Pjatigorsk.

## Geschiedenis
Op 20 januari 1921 werd de oblast Terek opgedeeld in het Gouvernement Terek en de Autonome Socialistische Sovjetrepubliek der Bergvolkeren.
Het gouvernement omvatte vijf oejezden: Georgiejevski, Kizljarski, Mozdokski, Pjatigorski en Svjatokrestovski.
Op 13 februari 1924 werd de verenigde kraj Noordelijke Kaukasus gevormd, met als centrum Rostov aan de Don, waarvan de nieuw gevormde Zuidoostelijke oblast het gouvernement Terek omvatte, met als centrum de stad Georgiejevsk, de oblast Koeban-Zwarte Zee, de oblast Don, het gouvernement Stavropol en de stad Grozny. 
Deze situatie duurde slechts tot 2 juni 1924, toen het gouvernement Terek werd omgevormd tot de okroeg Terek, verdeeld in 16 districten, nu met het centrum in Pjatigorsk.